# Liste der Skigebiete in den Vereinigten Staaten
In den Vereinigten Staaten gibt es drei Gebirgszüge, die das Skifahren ermöglichen:
- Die Rocky Mountains, die sich von Alaska bis nach New Mexico erstrecken. Hier ist in fast jedem Bundesstaat das Skifahren möglich. Besonders bekannt sind Skiorte wie beispielsweise Aspen im Staat Colorado und rund um Salt Lake City in Utah.
- Die Cascades Range, die sich von Kanada (Vancouver, BC - Mount Whistler) bis nach Kalifornien (Lake Tahoe, Mount Shasta, Yosemite, Mount Whitney) erstreckt. Bekannte Skiberge sind hier u. a. Crystal Mountain (Mount Rainier, Washington), Mount Hood (Portland, Oregon), Mount Bachelor (Bend, Oregon) und Klamath Falls (Oregon, Grenze zu Kalifornien).
- Die Appalachen sind der zweite Gebirgszug, auf dessen Berge man Wintersport betreiben kann. Hier gibt es Skigebiete vom US-Staat Maine bis zum Staat West Virginia. Besonders bekannt sind die Skiorte im Staat Vermont in Neuengland. Durch die Olympischen Winterspiele 1932 und 1980 ist auch Whiteface Mountain in Lake Placid im Staat New York berühmt geworden.

| Name                  | Orte im Gebiet    | Staat       | Seehöhe in m | Seehöhe in m | Liftanlagen 1 | Pisten in km | Weblink                    |
| Name                  | Orte im Gebiet    | Staat       | von          | bis          | Liftanlagen 1 | Pisten in km | Weblink                    |
| Alta Snowbird         | Snowbird          | Utah        | 2365         | 3350         | 1/18/0        | 150          | www.snowbird.com           |
| Arapaho Basin         |                   | Colorado    | 3292         | 3978         | 0/4/0         | 034          | www.arapahoebasin.com      |
| Aspen Highlands       | Aspen             | Colorado    | 2460         | 3536         | 0/5/0         | 058          | www.aspensnowmass.com      |
| Aspen Mountain        | Aspen             | Colorado    | 2422         | 3417         | 1/7/0         | 050          | www.aspensnowmass.com      |
| Aspen Butermilk       | Aspen             | Colorado    | 2398         | 3013         | 0/5/1         | 034          | www.aspensnowmass.com      |
| Aspen Snowmass        | Aspen             | Colorado    | 2473         | 3813         | 2/13/5        | 137          | www.aspensnowmass.com      |
| Beaver Creek Resort   | Vail/Beaver Creek | Colorado    | 2268         | 3478         | 0/15/8        | 152          | www.beavercreek.com        |
| Big Sky Resort        | Big Sky Village   | Montana     | 2072         | 3403         | 2/18/2        | 186          | www.bigskyresort.com       |
| Breckenridge          | Breckenridge      | Colorado    | 2926         | 3962         | 1/25/25       | 146          | www.snow.com               |
| Deer Valley           | Deer Valley       | Utah        | 2003         | 2918         | 1/20/0        | 105          | www.deervalley.com         |
| Grand Targhee         |                   | Wyoming     | 2438         | 3048         | 0/4/0         | 040          | www.grandtarghee.com       |
| Heavenly              |                   | Nevada      | 1914         | 3039         | 2/17/6        | 089          | www.heavenly.com           |
| Jackson Hole Mountain | Teton Village     | Wyoming     | 1924         | 3185         | 3/9/0         | 150          | www.jacksonhole.com        |
| Keystone              | Keystone          | Colorado    | 2829         | 3782         | 2/16/16       | 116          | www.snow.com               |
| Klamath Falls         |                   | Oregon      | n/a          | n/a          | n/a           | n/a          | www.oregon.com             |
| Mammoth Mountain      |                   | Kalifornien | 2456         | 3362         | 3/23/4        | 112          | www.mammothmountain.com    |
| Mount Snow            |                   | Vermont     | 590          | 1097         | 0/13/6        |              | www.mountsnow.com          |
| Park City Mountain    | Park City         | Utah        | 2103         | 3039         | 0/15/0        | 087          | www.parkcitymountain.com   |
| Squaw Valley          | Squaw Valley      | Kalifornien | 1886         | 2664         | 3/26/3        | 088          | www.squaw.com              |
| Steamboat             | Steamboat Springs | Colorado    | 2097         | 3207         | 1/18/0        | 110          | www.steamboat.com          |
| Telluride Skiresort   | Telluride         | Colorado    | 2661         | 3735         | 3/11/0        | 098          | www.tellurideskiresort.com |
| The Canyons           |                   | Utah        | 2061         | 3038         | 2/12/2        | 106          | www.thecanyons.com         |
| Vail                  | Vail              | Colorado    | 2450         | 3527         | 1/23/9        | 215          | www.vail.com               |